# Koblenz Hauptbahnhof
Koblenz Hauptbahnhof vasútállomás Németországban, Koblenz városban. Forgalma alapján a német vasútállomás-kategóriák közül a második csoportba tartozik.

## Vasútvonalak
Az állomást az alábbi vasútvonalak érintik:
- Rajna-balpart vasútvonal
- Neuwied–Koblenz-vasútvonal
- Moselstrecke
- Lahntalbahn
- Rajna jobbparti vasútvonal

## Forgalom

### Távolsági
| Járat    | Útvonal | Gyakoriság                        |
| -------- | --- | --------------------------------- |
| ICE 10   | Berlin Gesundbrunnen – Berlin – Berlin-Spandau – Wolfsburg – Hannover – Bielefeld – Hamm (Flügelung) Zugteil 1: Dortmund – Bochum – Essen – Duisburg – Düsseldorf Flughafen – Düsseldorf (– Köln Messe/Deutz – Köln/Bonn Flughafen) bzw. (– Köln – Düren – Aachen) Zugteil 2: Hagen – Wuppertal – Köln (– Bonn – Andernach – Koblenz) Stand: Fahrplanwechsel Dezember 2016 | 60 min                            |
| ICE 31   | (Hamburg-Altona - Bréma - Münster -) Dortmund – Hagen – Wuppertal – Solingen – Köln – Koblenz – Mainz – Frankfurt – (Würzburg – Nürnberg – Ingolstadt – München) | három vonatpár                    |
| IC/EC 30 | Hamburg-Altona – (egyetlen vonat Westerland –) Hamburg – Bremen – Münster – Dortmund – Duisburg – Köln – Bonn – Koblenz – Mainz – Mannheim – Heidelberg – Stuttgart (zwei Zugpaare Mannheim – Karlsruhe – Freiburg – Basel – Chur/Interlaken Ost) | Kétóránként                       |
| IC/EC 31 | (Fehmarn-Burg vagy Kiel –) Hamburg – Bremen – Münster – Dortmund – Hagen – Wuppertal – Köln – Bonn – Koblenz – Mainz – Frankfurt – Würzburg – Nürnberg – Passau | Kétóránként / 2 vonatpár mint ICE |
| IC/EC 32 | (Fr/So: Berlin – Hannover – Bielefeld – Hamm –) Dortmund – Duisburg – Köln – Bonn – Remagen – Andernach – Koblenz – Mainz – Mannheim – Heidelberg – Stuttgart (egy vonatpár Ulm – Augsburg – München – Salzburg – Klagenfurt, egy vonatpár Ulm – Lindau – Innsbruck) | Kétóránként                       |
| IC 35    | Norddeich Mole – Emden – Lingen – Rheine – Münster – Recklinghausen – Gelsenkirchen –Oberhausen – Duisburg – Köln – Bonn – Remagen – Andernach – Koblenz (– Mainz – Mannheim – Stuttgart/Konstanz) | Kétóránként                       |
| IC 37    | Düsseldorf – Köln – Bonn – Remagen – Andernach – Koblenz – Cochem – Bullay(DB) – Wittlich – Trier – Wasserbillig – Luxemburg | egy vonatpár naponta              |
| IC 55    | Leipzig – Halle – Magdeburg – Braunschweig – Hannover – Bielefeld – Hamm – Dortmund – Duisburg oder Wuppertal – Köln – Bonn – Remagen – Koblenz – Mainz – Mannheim – Heidelberg – Stuttgart – Ulm – Oberstdorf | egy vonatpár naponta              |
| NJ       | ÖBB Nightjet Düsseldorf – Köln – Bonn – Koblenz – Mainz – Frankfurt Flughafen Regionalbahnhof – Frankfurt Süd – Nürnberg – Regensburg – Passau – Wels – Linz – Amstetten – St. Pölten – Wien Meidling – Wien (autórakodó) | egy vonatpár naponta              |
| NJ       | ÖBB Nightjet Düsseldorf – Köln – Bonn – Koblenz – Mainz – Frankfurt Flughafen Regionalbahnhof – Frankfurt Süd – Nürnberg – Augsburg – München – Kufstein – Wörgl – Jenbach – Innsbruck | egy vonatpár naponta              |

## Kapcsolódó állomások
A vasútállomáshoz az alábbi állomások vannak a legközelebb:
- Rhens station (Rajna-balpart vasútvonal)
- Niederlahnstein station (Lahntalbahn)
- Koblenz Stadtmitte station (Rajna-balpart vasútvonal)
- Koblenz-Moselweiß (Moselstrecke)
- Koblenz-Ehrenbreitstein station (Horchheimer Eisenbahnbrücke)